# Steve Cherundolo
Steven Emil Cherundolo (Rockford, Illinois; 19 de febrero de 1979) es un exfutbolista estadounidense que jugaba como defensa para el Hannover 96 de la Bundesliga (Alemania) y la selección de fútbol de los Estados Unidos. Actualmente es el entrenador de Los Angeles FC de la MLS.
Con más de 200 partidos jugados en la Bundesliga alemana con el Hannover 96 y tres Copas del Mundo, fue uno de los jugadores más experimentados de la selección de fútbol de los Estados Unidos en los años 2000 y 2010.

## Trayectoria

### Hannover 96

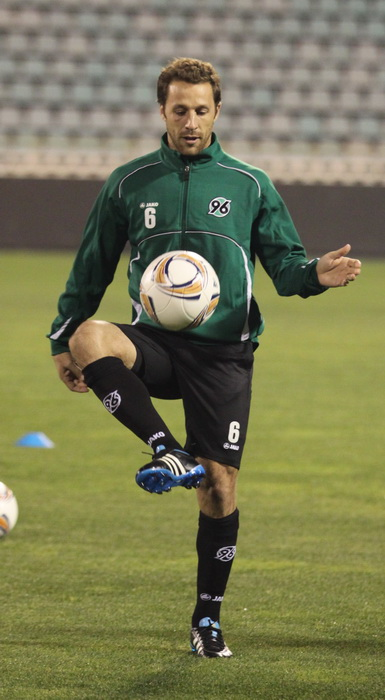
Cherundolo entrenando con el Hannover 96 en 2011.

Cherundolo pasó de jugar en la Universidad de Portland al Hannover 96 (en ese entonces de la segunda división alemana) al final de la temporada 1998-99, y jugó allí durante toda su carrera profesional. Hizo su debut con el club alemán el 21 de febrero de 1999 en la victoria 1-0 sobre el KFC Uerdingen 05 jugando de lateral derecho y estableciéndose rápidamente en esa posición. Luego de pasar tres temporadas en la segunda división, Cherundolo y el Hannover lograron el título de la 2. Bundesliga en la temporada 2001-02, ascendiendo en forma directa al máximo nivel del fútbol alemán. A partir de esa temporada Cherundolo se convirtió en una pieza aún más importante para el equipo, en especial en los últimos años, siendo nombrado capitán por el nuevo técnico Mirko Slomka durante la pretemporada 2010-11. En su primera temporada como capitán, el equipo sorprendió a todos llegando a clasificar a la Europa League y completando su mejor temporada desde que obtuvieron el título en 1954.
Cherundolo jugó su primer partido en competiciones europeas con el Hannover el 18 de agosto de 2011 en la victoria 2-1 sobre el Sevilla. El Hannover finalmente llegaría a los cuartos de final de la competición, donde sería eliminado por el Atlético Madrid. Cherundolo jugó un total de once partidos en la Europa League, incluyendo los decisivos partidos de los octavos y cuartos de final.
Sus actuaciones y largo tiempo con el equipo lo llevaron a ser apodado como "El Alcalde de Hannover" por los hinchas locales. Cherundolo también indicó en varias ocasiones que le gustaría terminar su carrera en el club sajón.
Luego de lidiar con una seria lesión en la rodilla por casi medio año, Cherundolo anunció el 19 de marzo de 2014 su retiro del fútbol profesional y que a partir de esa fecha se uniría al cuerpo técnico del equipo sub-23 del Hannover 96.

### Como entrenador
El 10 de abril de 2015 Cherundolo fue ascendido de manera oficial al puesto de asistente técnico del primer equipo del Hannover 96. Después del final de la temporada 2014-15, Cherundolo se convirtió en el entrenador del equipo de la academia Sub-17 del Hannover.
En enero de 2018, Cherundolo se mudó al VfB Stuttgart y se convirtió en asistente del nuevo entrenador Tayfun Korkut. En noviembre de 2018, Cherundolo fue nombrado miembro del cuerpo técnico de la selección nacional de Estados Unidos por el entrenador interino Dave Sarachan.
En una entrevista realizada en agosto del 2020, Cherundolo dijo que "le encantaría entrenar" a la selección nacional de Estados Unidos y también expresó interés en entrenar en la Major League Soccer. El 20 de agosto de 2020, se anunció que Cherundolo se había unido a la selección de fútbol juvenil de Alemania como entrenador asistente de su equipo Sub-15. El 12 de marzo de 2021, Cherundolo fue nombrado entrenador de Las Vegas Lights.
Cherundolo fue anunciado como entrenador de Los Angeles FC en la Major League Soccer el 3 de enero de 2022. El 2 de octubre de 2022, Cherundolo rompió el récord de más victorias como entrenador en la historia de la MLS con 21 victorias después de que su equipo derrotara a los Portland Timbers por 2-1. El récord lo tenía anteriormente el exentrenador de LAFC Bob Bradley en 1998 con 20 victorias, cuando Bradley era el entrenador del Chicago Fire. El partido también aseguró el Supporters' Shield para LAFC, el segundo en la historia del equipo, y convirtió a Cherundolo en el tercer entrenador en llevar a un equipo al Shield en su primera temporada en la MLS. LAFC ganaría su primer título de la MLS Cup contra el Philadelphia Union.

## Carrera internacional
Cherundolo formó parte de la selección sub-20 de los Estados Unidos que llegó a los octavos de final en la Copa Mundial de Fútbol Sub-20 de 1999, jugando todos los partidos.
Luego de participar en el mundial juvenil, se convirtió en un miembro regular e importante de la selección mayor. Realizó su debut con ésta el 8 de septiembre de 1999 en un amistoso contra Jamaica. Poco tiempo después fue parte del equipo que clasificó al Mundial 2002, y aunque fue parte del equipo que viajó a Corea del Sur y Japón, no jugó ningún partido, en gran parte debido a una lesión. Una seguidilla de lesiones redujeron su participación con la selección los años siguientes, pero finalmente Cherundolo se afianzó como la primera opción en el lateral derecho, tanto para Bruce Arena como para Bob Bradley, y más recientemente con Jürgen Klinsmann.
Además de haber sido parte del equipo que viajó a la Copa Mundial de Fútbol en Corea y Japón en 2002, Cherundolo jugó en la Copa de Oro de la Concacaf 2005, y fue una pieza importante en los equipos de Estados Unidos que participaron tanto de la Copa del Mundo de 2006 como del torneo mundial en Sudáfrica en 2010.

### Participaciones en Copas del Mundo
| Mundial                        | Sede                  | Resultado        |
| ------------------------------ | --------------------- | ---------------- |
| Copa Mundial de Fútbol de 2002 | Corea del Sur y Japón | Cuartos de final |
| Copa Mundial de Fútbol de 2006 | Alemania              | Primera fase     |
| Copa Mundial de Fútbol de 2010 | Sudáfrica             | Octavos de final |

## Clubes
| Club        | País     | Año       |
| ----------- | -------- | --------- |
| Hannover 96 | Alemania | 1999-2014 |

## Estadísticas

### Jugador
Actualizado el 24 de noviembre de 2014.
| Hannover 96 · Alemania                                                                        |               |               |     |    |    |    |    |     |     |   |
| 2.ª                                                                                           | 1998/99       | 8             | 0   | 0  | 0  | -  | -  | 8   | 0   |   |
| 2.ª                                                                                           | 1999/2000     | 12            | 0   | 1  | 0  | -  | -  | 13  | 0   |   |
| 2.ª                                                                                           | 2000/01       | 18            | 0   | 1  | 0  | -  | -  | 19  | 0   |   |
| 2.ª                                                                                           | 2001/02       | 30            | 1   | 2  | 0  | -  | -  | 32  | 1   |   |
| 1.ª                                                                                           | 2002/03       | 33            | 0   | 1  | 0  | -  | -  | 34  | 0   |   |
| 1.ª                                                                                           | 2003/04       | 29            | 0   | 2  | 0  | -  | -  | 31  | 0   |   |
| 1.ª                                                                                           | 2004/05       | 32            | 2   | 3  | 1  | -  | -  | 35  | 3   |   |
| 1.ª                                                                                           | 2005/06       | 22            | 1   | 1  | 0  | -  | -  | 23  | 1   |   |
| 1.ª                                                                                           | 2006/07       | 33            | 2   | 3  | 0  | -  | -  | 35  | 2   |   |
| 1.ª                                                                                           | 2007/08       | 33            | 0   | 2  | 0  | -  | -  | 35  | 0   |   |
| 1.ª                                                                                           | 2008/09       | 17            | 0   | 1  | 0  | -  | -  | 17  | 0   |   |
| 1.ª                                                                                           | 2009/10       | 29            | 1   | 0  | 0  | -  | -  | 29  | 1   |   |
| 1.ª                                                                                           | 2010/11       | 33            | 0   | 1  | 0  | -  | -  | 34  | 0   |   |
| 1.ª                                                                                           | 2011/12       | 22            | 0   | 2  | 0  | 11 | 0  | 35  | 0   |   |
| 1.ª                                                                                           | 2012/13       | 20            | 0   | 3  | 0  | 10 | 0  | 33  | 0   |   |
| 1.ª                                                                                           | 2013/14       | 2             | 0   | 0  | 0  | -  | -  | 2   | 0   |   |
| Total club                                                                                    | Total club    | 378           | 6   | 25 | 2  | 21 | 0  | 412 | 8   |   |
| Total carrera                                                                                 | Total carrera | Total carrera | 378 | 6  | 25 | 2  | 21 | 0   | 412 | 8 |
| (1)Incluye datos de la DFB-Pokal (2)Incluye datos de la UEFA Europa League (2011/12, 2012/13) |               |               |     |    |    |    |    |     |     |   |

### Entrenador
| Equipo                          | Div.                | Temporada           | Liga | Liga | Liga | Liga | Liga |    | Copa | Copa | Copa | Copa |    | Internacional | Internacional | Internacional | Internacional | Internacional |   | Otros | Otros | Otros | Otros |    | Totales     | Totales | Totales | Totales | Totales | Totales | Totales | Totales |
| Equipo                          | Div.                | Temporada           | PD   | G    | E    | P    | Pos. | PD | G    | E    | P    | PD   | G  | E             | P             | Pos.          | PD            | G             | E | P     | PD    | G     | E     | P  | Rendimiento | GF      | GC      | Dif.    |         |         |         |         |
| ------------------------------- | ------------------- | ------------------- | ---- | ---- | ---- | ---- | ---- | -- | ---- | ---- | ---- | ---- | -- | ------------- | ------------- | ------------- | ------------- | ------------- | - | ----- | ----- | ----- | ----- | -- | ----------- | ------- | ------- | ------- | ------- | ------- | ------- | ------- |
| Las Vegas Lights Estados Unidos | 2.ª                 | 2021                | 32   | 6    | 3    | 23   | 15.º | -  | -    | -    | -    | -    | -  | -             | -             | -             | -             | -             | - | -     | 32    | 6     | 3     | 23 | 21.88%      | 41      | 77      | -36     |         |         |         |         |
| Las Vegas Lights Estados Unidos | Total               | Total               | 32   | 6    | 3    | 23   | -    | -  | -    | -    | -    | -    | -  | -             | -             | -             | -             | -             | - | -     | 32    | 6     | 3     | 23 | 21.88%      | 41      | 77      | -36     |         |         |         |         |
| Los Angeles FC Estados Unidos   | 1.ª                 | 2022                | 34   | 21   | 4    | 9    | 1.º  | 3  | 2    | 0    | 1    | -    | -  | -             | -             | -             | 3             | 2             | 1 | 0     | 40    | 25    | 5     | 10 | 66.67%      | 83      | 47      | +36     |         |         |         |         |
| Los Angeles FC Estados Unidos   | 1.ª                 | 2023                | 34   | 14   | 10   | 10   | 8.º  | 2  | 0    | 1    | 1    | 11   | 6  | 1             | 4             | 2.º           | 5             | 4             | 0 | 1     | 52    | 24    | 12    | 16 | 53.84%      | 94      | 57      | +37     |         |         |         |         |
| Los Angeles FC Estados Unidos   | 1.ª                 | 2024                | 34   | 19   | 7    | 8    | 3.º  | 5  | 5    | 0    | 0    | 7    | 5  | 1             | 1             | 2.º           | 4             | 2             | 0 | 2     | 50    | 31    | 8     | 11 | 67.33%      | 99      | 58      | +41     |         |         |         |         |
| Los Angeles FC Estados Unidos   | 1.ª                 | 2025                | 23   | 10   | 7    | 6    | -    | 0  | 0    | 0    | 0    | 9    | 4  | 2             | 3             | 1/4           | 4             | 1             | 1 | 2     | 36    | 15    | 10    | 11 | 50.93%      | 56      | 45      | +11     |         |         |         |         |
| Los Angeles FC Estados Unidos   | Total               | Total               | 125  | 64   | 28   | 33   | -    | 10 | 7    | 1    | 2    | 27   | 15 | 4             | 8             | -             | 16            | 9             | 2 | 5     | 178   | 95    | 35    | 48 | 59.92%      | 332     | 207     | +125    |         |         |         |         |
| Total en su carrera             | Total en su carrera | Total en su carrera | 158  | 71   | 30   | 56   | -    | 9  | 6    | 1    | 2    | 27   | 15 | 4             | 8             | -             | 16            | 9             | 2 | 5     | 210   | 101   | 38    | 71 | 54.13%      | 373     | 284     | +89     |         |         |         |         |
| 1. 2. 3.                        |                     |                     |      |      |      |      |      |    |      |      |      |      |    |               |               |               |               |               |   |       |       |       |       |    |             |         |         |         |         |         |         |         |

#### Resumen por competiciones
| Competición                          | Partidos | Ganados | Empatados | Perdidos | %      | Resultado      |
| ------------------------------------ | -------- | ------- | --------- | -------- | ------ | -------------- |
| USL Championship                     | 32       | 6       | 3         | 23       | 21.88% | 15.º lugar     |
| MLS                                  | 125      | 64      | 28        | 33       | 58.67% | Campeón        |
| MLS Cup                              | 12       | 8       | 1         | 3        | 69.45% | Campeón        |
| US Open Cup                          | 10       | 7       | 1         | 2        | 73.33% | Campeón        |
| Liga de Campeones de la Concacaf     | 14       | 7       | 1         | 6        | 52.38% | Subcampeón     |
| Leagues Cup                          | 13       | 8       | 3         | 2        | 69.23% | Subcampeón     |
| Play-Offs Concacaf Mundial de Clubes | 1        | 1       | 0         | 0        | 100%   | Ganador        |
| Mundial de Clubes de la FIFA         | 3        | 0       | 1         | 2        | 11.11% | Fase de grupos |
| TOTAL                                | 210      | 101     | 38        | 71       | 54.13% | 5 Títulos      |

## Palmarés

### Como jugador

#### Campeonatos nacionales
| Título        | Club        | País     | Año  |
| ------------- | ----------- | -------- | ---- |
| 2. Bundesliga | Hannover 96 | Alemania | 2002 |

### Copas internacionales
| Título                     | Equipo            | Sede           | Año  |
| -------------------------- | ----------------- | -------------- | ---- |
| Copa de Oro de la Concacaf | Selección de EEUU | Estados Unidos | 2005 |

(*) Incluyendo la selección

### Como entrenador

#### Títulos nacionales
| Título                | Club              | País           | Año  |
| --------------------- | ----------------- | -------------- | ---- |
| Supporters' Shield    | Los Angeles F. C. | Estados Unidos | 2022 |
| MLS Conferencia Oeste | Los Angeles F. C. | Estados Unidos | 2022 |
| MLS Cup               | Los Angeles F. C. | Estados Unidos | 2022 |
| MLS Conferencia Oeste | Los Angeles F. C. | Estados Unidos | 2023 |
| US Open Cup           | Los Angeles F. C. | Estados Unidos | 2024 |